# 10's Collection March
«10's Collection March» (10s コレクション マァチ) es el octavo sencillo de la banda Oshare Kei: Antic Cafe, publicado en 2005 y perteneciente al álbum Magnya Carta.
La primera canción, Maple Gunman (メープルガンマン), se convierte en una de las cuatro canciones más famosas y con más éxito de An Cafe en su primera generación.

## Lista de canciones
| CD  |                                   |          |  |
| N.º | Título                            | Duración |  |
| 1.  | «Maple Gunman (メープルガンマン)» | 3:54     |  |
| 2.  | «Koukai (校廻~Koukai~)»           | 5:00     |  |
| 3.  | «Funky Fresh Days»                | 4:26     |  |